# Neoepiscardia euplocamis
Neoepiscardia euplocamis är en fjärilsart som beskrevs av Edward Meyrick 1918. Neoepiscardia euplocamis ingår i släktet Neoepiscardia och familjen äkta malar. Inga underarter finns listade i Catalogue of Life.